# Estación de Son Fuster Vell
Son Fuster Vell es una estación subterránea de la línea M1 del Metro de Palma. Fue inaugurada el 25 de abril de 2007, con la apertura de la línea de metro entre la Estación Intermodal y la Universidad de las Islas Baleares. Inicialmente iba a ser llamada Estación de Carretera de Buñola.

## Situación ferroviaria
La estación se encuentra situada en el punto kilométrico 2,8 en la línea suburbana de metro que une Palma con Universidad de Islas Baleares, a 29 metros de altitud. El tramo es de vía doble en ancho métrico y está electrificado.

## Historia
Las obras del túnel por donde solo circularía el metro comenzaron el 9 de agosto de 2005 por la Gran Vía Asima, en el polígono de Son Castelló. El método utilizado fue el muro pantalla, que reducía los costes de la obra, ya que no se necesitan tuneladoras con este sistema. No obstante, fue necesario cortar las calles al tráfico en los puntos por los que pasaría la línea. Las obras produjeron quejas por parte de los empresarios y comerciantes de la zona, quienes habían registrado grandes pérdidas. La construcción de la línea 1 se prolongó hasta principios de 2007.
La línea suburbana fue inaugurada el 25 de abril de 2007, 33 días antes de las elecciones municipales y autonómicas. Por este motivo no se pudo hacer ninguna inauguración oficial, aunque la entonces alcaldesa de la ciudad, Catalina Cirer, viajó en el metropolitano ese día. Hasta el 1 de octubre sería gratuito su uso, con el objetivo de que los usuarios conocieran la infraestructura.
Los días 27 de agosto y 23 de septiembre de ese mismo año se produjeron graves inundaciones en la línea con lluvias en torno a los 15 l/m², acordándose el cierre provisional de la línea hasta que los técnicos resolvieran los problemas estructurales. Una vez finalizadas las obras de remodelación de la red, que se prolongaron durante diez meses y costaron 28 millones de euros, el servicio se restableció el 28 de julio de 2008.

## La estación
Se sitúa en el término municipal de Palma, en el subsuelo de una plaza situada junto al Camino Viejo de Buñola, en un entorno industrial. La estación dispone de dos accesos, con dos escaleras mecánicas y una escalinata a cada uno de ellos. Por el acceso al andén sentido Plaza España también hay un ascensor. Los trenes circulan por una nave situada unos 8 metros de profundidad, formada por dos vías generales con andenes laterales de 80 metros de longitud y 5 metros de anchura. Los accesos desde la calle bajan hasta los andenes, formando un pequeño vestíbulo donde hay máquinas de venta de billetes y las barreras tarifarias de control. En la estación existe también un paso inferior bajo las vías para cambiar de andén, en el extremo de la estación lado Plaza España, con escala mecánica, escalinata y ascensores.